# Ontario (tàu hơi nước)
class="infobox" style="width:25.5em;border-spacing:2px;"

| Ontario tàu hơi nước đầu tiên hoạt động tại vùng Ngũ Đại Hồ |              |
| Lịch sử                                                     |              |
| Tên gọi                                                     | Ontario      |
| Lộ trình                                                    | hồ Ontario   |
| Hạ thủy                                                     | 1817         |
| Chuyến đi đầu tiên                                          | 1817         |
| Ngừng hoạt động                                             | 1832         |
| Đặc điểm khái quát                                          |              |
| Lớp tàu                                                     | tàu hơi nước |
| Tốc độ                                                      | 5 mph        |

Ontario là một tàu hơi nước, được hạ thủy vào năm 1817 và là con tàu hơi nước đầu tiên hoạt động ở vùng Ngũ Đại Hồ, tại hồ Ontario. Ontario rời Sackets Harbor, New York trong chuyến đi đầu tiên vào tháng 4 năm 1817. Được tài trợ bởi di sản của Robert Fulton quá cố, Ontario được đóng với hy vọng rằng nó sẽ có giá trị thương mại tốt, và chứng minh hiệu quả tại Ngũ Đại Hồ đầy sóng gió. Sự nghiệp của nó đã chứng minh một thành công lớn, và giúp mở ra một kỷ nguyên mới của thương mại hàng hải.

## Mô tả
Ontario có chiều dài 110 feet và có sức chứa 240 tấn. Thợ đóng tàu trưởng là Ashel Roberts. Động cơ của Ontario được chế tạo tại thành phố New York. Nồi hơi của nó dài 17 feet và đường kính 3,5 feet, với một xi lanh hơi có đường kính 20 inch. Bánh lái của nó có đường kính 11 feet. Ontario cũng được trang bị hai cột buồm để hỗ trợ động cơ khi gió đủ hiệu quả.

## Lịch sử
Ontario được đóng bởi Charles Smyth, David Boyd, John DeGraff, Eri Lizer và Abraham Van Santvoord, người đã kiến nghị lên Cơ quan lập pháp bang New York về quyền hợp nhất và trở thành nhà điều hành tàu hơi nước duy nhất trên hồ Ontario, nơi sẽ trao cho họ độc quyền trong việc cho tàu hơi nước hoạt động. Các tòa án đã quyết định chống lại yêu cầu của họ.
Ontario là chiếc tàu hơi nước đầu tiên trên mặt nước hồ, chịu được gió và sóng lớn, và một trong những lý do chính để nó được đóng là "kiểm tra sức mạnh của hơi nước trước gió và sóng". Sự xây dựng của nó được tài trợ bởi một khoản trợ cấp từ những người thừa kế của Robert Fulton, và đánh dấu sự khởi đầu của một kỷ nguyên quan trọng trong việc tàu hơi nước hoạt động. Trước khi Ontario xuất hiện tại vùng Ngũ Đại Hồ, việc điều khiển tàu hơi nước đã bị giới hạn ở các con sông.
Với các quyền của Fulton được giao cho họ, Smyth và Laser đã đầu tư một số vốn đáng kể và thiết lập quan hệ đối tác. Khi số tiền họ thu được vượt quá 20% và với sự giúp đỡ của Hải quân Hoa Kỳ, Công ty Tàu hơi nước Ontario được thành lập, nắm giữ số vốn 200.000 đô la. Sau đó, việc đóng tàu Ontario bắt đầu tại Sackets Harbor, sử dụng một lượng lớn gỗ thừa và vật tư còn sót lại sau Chiến tranh Hoa Kỳ - Anh Quốc 1812.
Ngày Ontario được hạ thủy không cùng ngày với chuyến đi đầu tiên thực sự của nó trên hồ, diễn ra ngay sau đó. Không có kết luận chính thức nào cho việc này. Theo một lá thư, ngày 22 tháng 4 năm 1817, được gửi từ Sackets Harbor, chuyến đi đầu tiên của nó là vào ngày 16 tháng 4 năm 1817. Có nhiều bản báo cáo khác nhau đưa tin về sự kiện nói chung. Khi Ontario được hạ thủy, người ta cho rằng trọng lượng khổng lồ của bánh lái và trục là đủ để giữ cho thiết bị ở vị trí tại vị trí của chúng. Tuy nhiên, những con sóng lớn, chớp nhoáng đã nâng và đẩy các bánh xe ra khỏi vị trí của chúng, làm hư hại lớp vỏ gỗ, buộc thuyền trưởng phải quay lại và dừng hành trình. Sau khi thực hiện các sửa chữa cần thiết, trục được giữ chắc chắn tại vị trí của nó.
Thuyền trưởng đầu tiên của Ontario là Francis Malaby, thuộc Hải quân Hoa Kỳ. Những chuyến đi chưa từng có của Ontario đã được các tờ báo địa phương công bố và nó được chào đón bằng những tiếng reo hò và ăn mừng ở bất cứ nơi nào nó đến.
Ontario vẫn hoạt động đến năm 1832, và đã bị tháo dỡ ở Oswego, New York cùng năm.